# Novopokrovka (Territorio del Litorale)
Novopokrovka (in russo Новопокровка?) è un villaggio dell'Estremo Oriente russo (Territorio del Litorale). È il centro amministrativo del distretto Krasnoarmejskij.
Situato sulla riva sinistra del fiume Bol'šaja Ussurka. La distanza da Vladivostok è di circa 481 km, da Dal'nerečensk è di circa 70 km.